# 쏸차이위
쏸차이위는 차오위(산천어)에 파오차이(쓰촨식 쏸차이)를 넣고 끓여 낸 탕 요리로 쓰촨 지역의 대표적인 가정식이다.

## 기원
쏸차이위는 중경 강진의 강촌 어선에서 유래한다. 어부들이 팔고 남은 생선에 쏸차이를 넣어 끓여 먹기 시작하면서 발전한 것으로 알려져 있다. 어떤 담수어를 사용하느냐에 따라 종류가 나누어고 새콤하고 짭짤한 쏸차이의 맛과 육질이 합해져 깔끔한 맛을 낸다. 그 자체만으로 먹기도 하고, 밥이나 기타 채소 요리와 함께 먹기도 한다. 절임 채소인 쏸차이와 생선 차오위를 함께 끓여 만들었다고 하여 ‘쏸차이위’라고 부른다.

## 종류
쏸차이위는 어떤 담수어를 사용하느냐에 따라 그 종류를 나눌 수 있어 각 지역에서 잡히는 다양한 종류의 담수어를 주재료로 사용한다
지역에 따라 다른데 메이위와 갓 쏸차이를 함께 넣어 약한 불에 오래 고아 만든 것, 맵지 않게 담백하게 한 것, 맵고 시큼한 맛 과 얼얼한 맛이 특징인 것 등이 있다.
중국 남방 지방의 특색 요리인 쏸차이위는 충칭과 쓰촨 지역을 중심으로 먹으며 쓰촨과 후난 지역에서는 맵고 시큼하게 만들어 먹는다 그 외 푸젠성에서도 먹는다.

## 조리 방법
생선은 비닐과 내장을 제거하고 머리를 자른 후 각종 쏸차이룰 물에 씻어 짠맛을 제거한 후 물기를 빼 잘게 채 썰고, 붉은 고추와 생강도 잘게 썰어 물에 담가 둔다. 중불에 냄비를 올리고 채소기름을 뿌려 가열한 후, 생선을 넣어 노릇하게 익힌 다음 건져낸다. 솥에 기름을 조금 두르고 물에 담가 둔 고추, 생강, 파와 고기 육수를 붓고 준비해 놓은 생선을 넣는다. 탕이 끓기 시작하면 쏸차이를 넣은 후 약한 불로 10분 정도 가열하고 마지막에 식초를 조금 넣는다.